# Free Willy
Free Willy (bra: Free Willy; prt: Libertem Willy) é um filme americano de 1993 que foi lançado pela Warner Bros. em seu rótulo Family Entertainment. O filme é estrelado por Jason James Richter como um menino delinqüente que se apega a uma orca de cativeiro, homônimo do filme "Willy".
Seguido por três seqüências Free Willy 2: The Adventure Home, Free Willy 3: The Rescue, e Free Willy: Escape from Pirate's Cove, e uma série de televisão animada de curta duração, Free Willy foi um sucesso financeiro, fazendo eventualmente de estrela seu protagonista Keiko, que possuía a famosa nadadeira dorsal envergada. Famoso clímax do filme foi parodiado várias vezes na cultura popular.
O cantor pop Michael Jackson produziu e cantou "Will You Be There", o tema para o filme, que pode ser ouvida durante os créditos do filme. A canção ganhou o MTV Movie Awards para "Melhor Canção em um Filme", em 1994. Também foi incluído no álbum All Time Greatest Movie Songs, lançado pela Sony em 1999. Jackson também cantou músicas para a primeira sequência do filme. Free Willy era uma crítica e ao mesmo tempo um sucesso de Hollywood.

## Elenco
- Keiko como Willy
- Jason James Richter como Jesse
- Lori Petty como Rae Lindley
- August Schellenberg como Randolph Johnson
- Michael Ironside como Dial
- Michael Madsen como Glen Greenwood
- Jayne Atkinson como Annie Greenwood
- Richard Riele como Wade
- Mykelti Williamson como Dwight Mercer
- Michael Bacall como Perry
- Danielle Harris como Gwenie
- Ricardo Visnnardi como Handerson Mattermann

## Produção
A maioria dos grandes planos que envolvem o movimento limitado por Willy, como quando Willy está no trailer e as seqüências que envolvem natação de Willy em águas abertas, fazem uso de uma animatrônica. Walt Conti, que supervisionou os efeitos para as orcas, estima-se que metade das cenas da orca teve utilização de animatrônicos. Conti afirmou que os movimentos menores de uma verdadeira Orca realmente fez as coisas difíceis em alguns aspectos, para ele e sua equipe; eles tinham que se concentrar em nuances menores, a fim de fazer o personagem parecer vivo. O uso mais extensivo de imagens geradas por computador no filme é o clímax, filmado em Astoria, Oregon, onde Willy salta sobre Jesse e para a vida selvagem. Todas as acrobacias com a orca foram realizados pelo jovem treinador de orca Justin Sherman.

## Recepção

### Bilheteria
De acordo com Box Office Mojo, o filme teve um produto interno bruto de US$ 7.868.829 em sua semana de estreia. Ele passou a fazer US$ 76 milhões em seu lançamento estrangeiro para um total de US$ 153.709.806 mundialmente. Após o seu lançamento inicial, Free Willy foi classificado em número 5 na bilheteria antes de passar para o número 4 pelo fim de semana seguinte. Depois disso, sua posição na bilheteria começou a declinar gradualmente, com a exceção de um fim de semana de três dias (3 setembro - 6 setembro), no qual a receita bruta aumentou 33,6%.

### Resposta da crítica
Apesar dos fortes ganhos do filme nas bilheterias, a resposta crítica foram geralmente mistas. Free Willy detém actualmente uma classificação de 57% no website Rotten Tomatoes, com base em 22 avaliações. O filme no Metacritic tem 79 avaliações de 100.